# Jezioro Głębokie (gmina Kiszkowo)
Głębokie – jezioro w Polsce, w województwie wielkopolskim, w powiecie gnieźnieńskim, w gminie Kiszkowo, na Pojezierzu Gnieźnieńskim. Przy południowym i wschodnim brzegu leży wieś Skrzetuszewo.

## Dane morfometryczne
Zwierciadło wody położone jest na wysokości 106 metrów n. p. m. Maksymalna głębokość wynosi 6 metrów. Powierzchnia zwierciadła wody wynosi 25,2 ha.